# John Carson
John Carson, właśc. John Derek Carson-Parker (ur. 28 lutego 1927 w Kolombo, zm. 5 listopada 2016 w Kapsztadzie) – brytyjski aktor filmowy i telewizyjny.

## Filmografia
- 1946: Teheran (Conspiracy in Teheran)
- 1955: Przygody Quentina Durwarda (The Adventures of Quentin Durward), jako książę Orleanu
- 1956: Ramsbottom Rides Again
- 1958: Morderstwo na zlecenie (Intent to Kill)
- 1959: The Lady Is a Square
- 1961: Seven Keys, jako Norman
- 1962: Guns of Darkness
- 1963: The Set Up, jako inspektor Jackson
- 1964:
  - Master Spy, jako Richard Colman
  - Smokescreen, jako Trevor Bayliss
- 1965: The Night Caller, jako major
- 1966: Plaga żywych trupów (The Plague of the Zombies), jako Giermek Clive Hamilton
- 1970:
  - Człowiek, który prześladował samego siebie (The Man Who Haunted Himself), jako Ashton
  - Skosztuj krwi Draculi (Taste the Blood of Dracula), jako Jonathan Secker
- 1974: Kapitan Kronos – łowca wampirów (Captain Kronos – Vampire Hunter), jako dr Marcus
- 1987: City of Blood, jako Premier
- 1990: Schweitzer, jako Horton Herschel
- 1992: The Sheltering Desert, jako Harding
- 1993: Kobieta pożądana (Woman of Desire), jako sędzia Parker
- 2000: Marzyłam o Afryce (I Dreamed of Africa), jako dyrektor szkoły Pembroke
- 2008:
  - The Deal, jako Nigel Bland
  - Doomsday, jako George Dutton

### Seriale
- 1955: Play of the Week, jako Philip
- 1957: Emergency – Ward 10, jako dr Donald Latimer
- 1958: Ivanhoe, jako kapitan straży, sir Robert, sir Roderick, sir Morten
- 1960: The Edgar Wallace Mystery Theatre, jako Miguel Terila, Inspektor Jackson, Paul Lanson, Tim Ford
- 1961: The Secret of the Nubian Tomb, jako szejk Ahmed
- 1986: Zulus Czaka, jako lord Kimberley